# 渋谷篤男
渋谷篤男（しぶやあつお、1954年-）は、全国社会福祉協議会常務理事。日本福祉大学福祉経営学部（通信教育）教授、日本社会事業大学の客員教授。

## 概要
1954年の名古屋生まれの 東京大学教育学部（社会教育）卒、1977年より全国社会福祉協議会へ就職し、地域福祉部長となった後に常務理事となった。1995年に日本社会事業大学の大学院修士課程を修了。 全国ボランティア活動振興センターでも所長、事務局長などを経て、2016年から2018まで常務理事であった。2017年6月から2020年6月まで日本地域福祉学会 で監事を務めた。2018年から2021年まで赤い羽根で知られる中央共同募金会常務理事を務めた。2017年より日本福祉大学福祉経営学部（通信教育）の教授となった。2018年早瀬昇社会福祉法人大阪ボランティア協会常務理事、JVCA(全国ボランティアコーディネーター研究集会) 副代表理事と対談。一般社団法人生活困窮者自立支援全国ネットワークの理事も務める。